# 摩尔多瓦总统
摩尔多瓦总统，是摩尔多瓦的国家元首，由公民直選，四年一任。以下为历代总统一览。

## 摩尔达维亚民主共和国(1917-1918)
比萨拉比亚农民党(Bessarabian Peasants' Party)
| Nº | 照片 | 名字           | 任期开始       | 任期结束     | 党派             |
| -- | ---- | -------------- | -------------- | ------------ | ---------------- |
| 1  |      | 扬·因库列特 (Ion Inculeţ) | 1917年12月15日 | 1918年4月9日 | 比萨拉比亚农民党 |

## 摩尔达维亚苏维埃社会主义共和国（1940－1991）

### 最高苏维埃主席团主席
- 费奥多尔·布罗夫科(Fyodor Brovko)（1940年6月28日－1951年3月29日）
- 伊万·科季察(Ivan Koditsa)（1951年3月29日－1963年4月5日）
- 基里尔·伊利亚申科(Kirill Ilyashenko)（1963年4月5日－1980年4月10日）
- 伊万·卡林(Ivan Călin)（1980年4月10日－1985年12月24日）
- 亚历山大·莫卡努(Aleksandr Mokanu)（1985年12月24日－1989年7月12日）
- 伊万·塞班(Ivan Ceban)（1989年7月12日－1989年7月29日）
- 米尔恰·斯涅古尔(Mircea Ion Snegur)（1989年7月29日－1990年4月27日）

### 摩尔达维亚共产党第一书记
- 彼得·鲍罗廷(Piotr Borodin)（1940年8月2日－1942年2月11日）
- 尼基塔·萨洛戈尔(Nikita Salogor)（1942年2月13日－1946年1月5日）
- 尼古拉·科瓦利(Nicolae Coval)（1946年1月5日－1950年7月）
- 列昂尼德·勃列日涅夫(Leonid Brezhnev)（1950年7月26日－1952年10月25日）
- 德米特里·格拉德基(Dimitri Gladki)（1952年10月25日－1954年2月8日）
- 济诺维·谢尔久克(Zinovie Serdiuk)（1954年2月8日－1961年5月29日）
- 伊万·鲍久尔(Ivan Bodiul)（1961年5月29日－1980年12月22日）
- 谢苗·格罗苏(Semion Grossu)（1980年12月22日－1989年12月16日）
- 彼得鲁·卢钦斯基(Petru Lucinschi)（1989年12月16日－1991年2月5日）
- 格里戈雷·叶列梅(Grigore Eremei)（1991年2月5日－1991年8月）

### 最高苏维埃主席
| Nº | 照片 | 名字            | 任期开始      | 任期结束     | 党派             |
| -- | ---- | --------------- | ------------- | ------------ | ---------------- |
| 1  |      | 米尔恰·斯涅古尔 | 1990年4月27日 | 1990年9月3日 | 摩尔達維亞共产党 |

## 摩尔多瓦共和国（1991年至今）
| No | 照片 | 名字                 | 任期开始       | 任期结束       | 政党                                |
| -- | ---- | -------------------- | -------------- | -------------- | ----------------------------------- |
| 1  |      | 米尔恰·斯涅古尔      | 1990年9月3日   | 1997年1月15日  | 独立人士                            |
| 2  |      | 彼得魯·盧欽斯基      | 1997年1月15日  | 2001年4月7日   | 摩尔多瓦农业党                      |
| 3  |      | 弗拉迪米尔·沃罗宁    | 2001年4月7日   | 2009年9月11日  | 摩尔多瓦共和国共产党人党            |
| 代 |      | 米哈伊·金普 (代理)   | 2009年9月11日  | 2010年12月28日 | 自由党 (欧洲一体化联盟)             |
| 代 |      | 弗拉德·菲拉特 (代理) | 2010年12月28日 | 2010年12月30日 | 摩尔多瓦自由民主党 (欧洲一体化联盟) |
| 代 |      | 马里安·卢普 (代理)   | 2010年12月30日 | 2012年3月16日  | 摩尔多瓦民主党 (欧洲一体化联盟)     |
| 4  |      | 尼古拉·蒂莫夫蒂      | 2012年3月16日  | 2016年12月23日 | 独立人士                            |
| 5  |      | 伊戈尔·多东          | 2016年12月23日 | 2020年12月24日 | 摩尔多瓦社会主义者党                |
| 6  |      | 瑪雅·桑杜            | 2020年12月24日 | 现任           | 行動和團結黨                        |